# Raiffeisenbank Estenfeld-Bergtheim
Die Raiffeisenbank Estenfeld-Bergtheim eG  war ein 1894 gegründetes genossenschaftliches Kreditinstitut in Estenfeld, Bayern. Im Jahr 2022 fusionierte die Bank mit der Volksbank Gerolzhofen eG. Nach der Fusion änderte die Volksbank Gerolzhofen eG ihre Firma in VR-MainBank eG.

## Geschichte
Das erste Raiffeisengebäude der Region stand in Oberpleichfeld. Hier wurde im Jahre 1870 der „Creditverein Oberpleichfeld“ gegründet. Dies war der erste Verein in Bayern, der die Idee Raiffeisens in die Tat umsetzte. Die daraus entstandene Raiffeisenbank in Oberpleichfeld wurde als Filiale Bestandteil der Raiffeisenbank Estenfeld-Bergtheim eG.
2000 erfolgte die Fusion der Raiffeisenbank Estenfeld-Kürnach-Unterpleichfeld eG mit der Raiffeisenbank Bergtheim-Fährbrück eG. Daraus entstand die Raiffeisenbank Estenfeld-Bergtheim eG.

## Geschäftsgebiet
Das Geschäftsgebiet der Bank lag im Nordosten des Landkreises Würzburg und umfasste die Gemeinden Estenfeld, Bergtheim, Kürnach, Unterpleichfeld, Hausen bei Würzburg und Oberpleichfeld.
Die Bank war an insgesamt 6 Standorten vertreten:
- Estenfeld
- Bergtheim
- Kürnach (SB-Filiale)
- Unterpleichfeld (SB-Filiale)
- Hausen bei Würzburg (Geldautomat)
- Oberpleichfeld (SB-Filiale)

## Einlagensicherung und Institutsschutz
Die Raiffeisenbank Estenfeld-Bergtheim eG war der amtlich anerkannten BVR Institutssicherung GmbH angeschlossen.

## Genossenschaftliche Finanzgruppe Volksbanken Raiffeisenbanken
Die Bank war Teil der genossenschaftlichen Finanzgruppe Volksbanken Raiffeisenbanken und Mitglied beim Bundesverband der Deutschen Volksbanken und Raiffeisenbanken (BVR). 